# ゴンサロ・マロンクレ
ゴンサロ・ダミアン・マロンクレ（スペイン語: Gonzalo Damian Marronkle, 1984年11月14日 - ）は、アルゼンチン・コルドバのベルビル出身の元サッカー選手。

## 来歴
2013年シーズンのVリーグで14得点を決め、同僚のサムソン・カヨデと共にリーグ得点王に輝いた。

## 所属クラブ
- CAラヌース 2002-2003
- CAロス・アンデス（英語版） 2003-2004
- デフェンサ・イ・フスティシア 2004
- FCポルト 2004-2005
- FCマルコ（英語版） 2005-2006
- GDシャヴェス 2006-2007
- ポルティモネンセSC 2007-2009
- ハノイT&T FC 2009-2017
- ホーチミン・シティFC 2018
- ヒムナシア・デ・メンドーサ 2019-2020

## タイトル

### クラブ
ハノイT&T
- Vリーグ：3回
  - 2010, 2013, 2016

### 個人
- Vリーグ 得点王：1回
  - 2013